# Gilles Martin
Pour les articles homonymes, voir Gilles Martin (homonymie) et Martin.
 (janvier 2010).
Si vous disposez d'ouvrages ou d'articles de référence ou si vous connaissez des sites web de qualité traitant du thème abordé ici, merci de compléter l'article en donnant les références utiles à sa vérifiabilité et en les liant à la section « Notes et références ».
 (octobre 2018).
Gilles Martin, né à Tours le 14 mai 1956, est un reporter-photographe animalier et artiviste français.

## Biographie
Gilles Martin a passé ses premières années en Touraine, où son père peignait des aquarelles. C'est ainsi qu'il a appris à découvrir la nature, puis à la photographier. À 7 ans, son grand-père lui offre son premier appareil photo. Jeune adolescent, il observe la faune en forêt de Villandry. Il doit ensuite concilier sa passion pour l'image naturaliste et son métier de prothésiste dentaire. Puis, révélé au public grâce à son livre sur les libellules, La Vie secrète des filles de l'air (éd. de La Martinière), il décide de se consacrer entièrement à la photographie animalière. Depuis, il a publié une douzaine d'ouvrages, parmi lesquels Photographier la nature, La Macrophotographie, Les Oiseaux du monde, Les Papillons du monde (éd. de La Martinière).
Diffusées en agences, ses images paraissent régulièrement dans des magazines tels que GEO,,,,,,,, Le Figaro Magazine, Terre sauvage, Life, National Geographic… Il travaille depuis plusieurs années sur le projet de créer une « arche photographique planétaire », c'est-à-dire photographier toutes les espèces rares ou menacées de la liste rouge de l'UICN.
- 1982 : Lauréat de la Guilde européenne du raid, qui finance son premier grand reportage sur l'atoll d'Aldabra[1].

- 1986 : Première publication d'un reportage sur Le massacre des tortues de mer dans la revue Le Courrier de la Nature[12].

- 1989 : 1er prix de la dotation Kodak Grand reportage pour Expédition Thylacine en Australie[1].

Ses images ont été présentées dans de nombreuses expositions notamment au Sénat à Paris en 2008 et dans les grands festivals de photographie nature et environnement.
- 2005 : Gilles Martin crée « L'Arche photographique » dont le but est de réaliser un inventaire photographique planétaire des espèces animales menacées. Dans ce cadre, Gilles Martin a lancé cinq actions en faveur de la biodiversité dont la finalité est d'informer l'opinion des menaces qui pèsent sur la faune sauvage et inciter chacun de nous à agir pour sa préservation. À ce jour, il a déjà parcouru 90 pays sur les six continents pour alimenter son ambitieux projet[13].
- 2013 : Gilles Martin crée le happening Mémoires d'un dos argenté dans le cadre du festival international de la photo animalière et de nature de Montier-en-Der[14],[15],[16],[17],[18],[19].
- 2015 : Il lance l'agence photo/vidéo Biospher Pictures.
- 2016 : Gilles Martin se lance dans l'artivisme qui illustre une nouvelle façon de militer. Cette activité lui permet de peindre ses rêves sur les murs, photographier ses revendications, mettre en scène ses convictions[20]... Dans la même année, il crée l'atelier/galerie nommé Top floor studio.
- 2017 : Il organise une campagne de street art à New York pour sensibiliser le public américain à la disparition des primates. Cette campagne est suivie par une exposition de street art à la galerie Gabillet[21] dans le cadre d'Ateliers mode d'emploi, puis d'une publication d'un reportage sur le street art dans le magazine TMV Tours[22].
- 2018 : Gilles Martin publie un portfolio sur le travail d'artiviste dans le magazine Chasseur d'Images[23],[24].

## Happening
Imaginé par le peintre abstrait Allan Kaprow en 1957, ce terme désigne un événement ou une performance artistique impliquant une participation active du public.
- 2013 : Production du happening 2027 - Mémoires d'un dos argenté, dans le cadre du festival international de la photo animalière et de nature de Montier-en-Der[14],[19],[25].

## Livres
- 1994 : Les libellules. Photographies : Gilles Martin. Texte : Emmanuel Thévenon. Éditeur : Éditions de La Martinière.
- 1995 : Australie continent sauvage. Photographies : Gilles Martin. Texte : Houria Arhab et Gilles Martin. Éditeur : Solar.
- 1996 : Australien Der fünfte Kontinent. Photographies : Gilles Martin. Texte : Houria Arhab et Gilles Martin. Éditeur : Karl Müller Verlag.
- 2000 : Le Poitou & Les Charentes. Photographies : Gilles Martin. Éditeur : Éditions Larousse.
- 2000 : Photographier la nature dans tous ses milieux. Photographies : Gilles Martin. Texte : Denis Boyard. Éditeur : Éditions de La Martinière.
- 2002 : La macrophotographie. Photographies : Gilles Martin. Texte : Ronan Loaëc. Éditeur : Éditions de La Martinière.
- 2003 : Nature Photography. Photographies : Gilles Martin. Texte : Denis Boyard. Éditeur : Abrams.
- 2003 : Natur fotografie. Photographies : Gilles Martin. Texte : Denis Boyard. Éditeur : Christian Verlag.
- 2003 : Természetfotózás. Photographies : Gilles Martin. Texte : Denis Boyard. Éditeur : Alexandra Kiadó.
- 2003 : Macrophotography. Photographies : Gilles Martin. Texte : Ronan Loaëc. Éditeur : Abrams.
- 2003 : Makro fotografie. Photographies : Gilles Martin. Texte : Ronan Loaëc. Éditeur : Christian Verlag.
- 2003 : Les oiseaux du Monde. Photographies : Gilles Martin. Texte : Myriam Baran. Éditeur : Éditions de La Martinière.
- 2003 : Les oiseaux du Monde. Photographies : Gilles Martin. Texte : Myriam Baran. Éditeur : Hurtubise HMH.
- 2004 : Les oiseaux du monde racontés aux enfants. Photographies : Gilles Martin. Texte : Philippe J. Dubois et Valérie Guidoux. Éditeur : Éditions de La Martinière jeunesse.
- 2005 : Birds of the World. Photographies : Gilles Martin. Texte : Myriam Baran. Éditeur : Abrams.
- 2005 : A Világ Madarai. Photographies : Gilles Martin. Texte : Myriam Baran. Éditeur : Alexandra Kiadó.
- 2005 : Birds. Photographies : Gilles Martin. Texte : Philippe J. Dubois et Valérie Guidoux. Éditeur : Abrams.
- 2005 : Die Welt der Vögel für Kinder erzählt. Photographies : Gilles Martin. Texte : Philippe J. Dubois et Valérie Guidoux. Éditeur : Knesebeck.
- 2005 : Gli uccelli raccontati ai ragazzi. Photographies : Gilles Martin. Texte : Philippe J. Dubois et Valérie Guidoux. Éditeur : L’ippocampo.
- 2005 : Vogels aan kinderen verteld. Photographies : Gilles Martin. Texte : Philippe J. Dubois et Valérie Guidoux. Éditeur : Lannoo.
- 2006 : Papillons du monde. Photographies : Gilles Martin. Texte : Myriam Baran. Éditeur : Éditions de La Martinière.
- 2008 : Butterflies of the World. Photographies : Gilles Martin. Texte : Myriam Baran. Éditeur : Abrams.
- 2009 : Les oiseaux. Photographies : Gilles Martin. Texte : Catherine Levesque. Éditeur : Éditions Milan.

## Film
- 2009 : Les Secrets des photographes animaliers 2. Réalisateur : Ronan Fournier-Christol. Production : Songes de Moaï.
- 2012 : Portrait de Gilles Martin. Réalisateur : Patrice Grange. Production : Déclic & Clac ![26],[27].
- 2014 : 2027 - Mémoires d'un dos argenté. Réalisateur : Gilles Martin. Production : L'Arche photographique.